# (12186) Mitukurigen
(12186) Mitukurigen (1977 ER5) – planetoida z pasa głównego asteroid okrążająca Słońce w ciągu 4,94 lat w średniej odległości 2,9 j.a. Odkryta 12 marca 1977 roku.